# 高地
高地（英語：或）是指平均海拔较高的山区、丘陵和高原地区。在英文中，“upland”通常指海拔在500—600（1,600—2,000英尺）以下的丘陵地区；而“highland”则专指的相对较矮的山脉。